# Waarheidsaanval
Een waarheidsaanval is de benaming die werd gegeven aan de luchtaanvallen van de RAF die werden uitgevoerd tijdens de Tweede Wereldoorlog. Tijdens een waarheidsaanval werden propagandapamfletten boven nazi-Duitsland gedropt om het moreel van de Duitse bevolking te ondermijnen en ze de ogen te openen voor het naziregime.
De waarheidsaanvallen werden bedacht door Sir Kingsley Wood, de Britse Minister van de Luchtmacht. De eerste waarheidsaanval vond plaats in de nacht van 3 op 4 september 1939 nadat Groot-Brittannië de oorlog had verklaard aan nazi-Duitsland. Tijdens die eerste aanval werd meer dan 13 ton papier uitgestrooid boven Duits grondgebied. De aanvallen gingen elke nacht door en kregen een schertsende bijnaam, de Confetti-oorlog.
De waarde van de propaganda was zeer minimaal doch de vluchten waren van grote waarde om de vliegtuigen te testen over grote afstanden en de bemanningen te laten wennen aan vluchten onder oorlogsomstandigheden.